# فيديريكو لاورريتو
فيديريكو لاورريتو (بالإسبانية: Federico Laurito) (18 مايو 1990 بروساريو في الأرجنتين - ) هو لاعب كرة قدم أرجنتيني في مركز الهجوم. شارك مع منتخب الأرجنتين تحت 17 سنة لكرة القدم ومنتخب الأرجنتين تحت 20 سنة لكرة القدم. أما مع النوادي، فقد لعب مع أرسنال ساراندي وبرشلونة جواياكويل ونادي أودينيزي ونادي إمبولي ونادي فينيزيا ونادي ليفورنو وهوراكان ونادي الجامعة الكاثوليكية (الإكوادور) وديبورتيفو كوينكا.

## روابط خارجية
- فيديريكو لاورريتو على موقع قاعدة بيانات كرة القدم.إي يو (الإنجليزية)
- فيديريكو لاورريتو على موقع Soccerway.com (الإنجليزية)